# Karl von Leipziger
Karl von Leipziger-Kropstädt (* 13. Januar 1848 in Dresden; † 18. Dezember 1924 in Kropstädt, Provinz Sachsen) war ein deutscher Rittergutsbesitzer und Reichstagsabgeordneter.

## Leben
Er stammte aus dem sächsischen Adelsgeschlecht Leipzig. Leipziger besuchte die Klosterschule Roßleben. Nach dem Abitur begann er Rechtswissenschaft an der Ruprecht-Karls-Universität Heidelberg zu studieren. 1868 wurde er im Corps Saxo-Borussia Heidelberg aktiv. Als Inaktiver wechselte er an die Friedrich-Wilhelms-Universität zu Berlin. Er absolvierte sein erstes juristisches Examen im Juli 1870 und trat bei Ausbruch des Deutsch-Französischen Krieges in das 2. Garde-Ulanen-Regiment. Am 30. November 1870 wurde er Seconde-Lieutenant im Königs-Ulanen-Regiment (1. Hannoverschen) Nr. 13. Regiments-Adjutant wurde er am 1. Mai 1871. Im Juni 1873 ging er zur Reserve. Seit November 1883 in der Kavallerie der Preußischen Landwehr, wurde er am 22. Juni 1888 Rittmeister. Er besaß die Rittergüter Kropstädt und Zahna im Kreis Wittenberg und Assau bei Belzig seit 1872. Er war Kammerherr seit 1887, Amtsvorsteher und Standesbeamter sowie Mitglied des Kreistages Wittenberg. Seit Mai 1893 war er Vorsitzender des konservativen Vereins des Kreises Wittenberg. Von 1893 bis 1898 war er Mitglied des Reichstags für den Wahlkreis Regierungsbezirk Merseburg 2 Schweinitz, Wittenberg und die Deutschkonservative Partei. In einer Nachwahl am 12. Mai 1900 wurde er im gleichen Wahlkreis in das Preußische Abgeordnetenhaus gewählt, dem er bis 1918 angehörte.
Leipzigers Schwester Isidora (1858–1882) heiratete 1881 den Schriftsteller Adolf von Westarp (1851–1915), starb aber bald nach der Geburt der gleichnamigen Tochter.